# Persone di nome Alan
| Questa pagina contiene informazioni ricavate automaticamente dalle voci biografiche con l'ausilio del template Bio e di un bot. L'aggiornamento è periodico e automatico e ricostruisce completamente la pagina. Se manca una persona in questa lista, sei pregato di non aggiungerla, ma accertati piuttosto che la sua voce biografica contenga il template Bio e che i dati anagrafici siano correttamente compilati. Se il template Bio manca, inseriscilo tu stesso o, in alternativa, metti l'avviso {{tmp\|Bio}} che ne segnala la mancanza. Se i dati riportati sono sbagliati, correggi direttamente la voce biografica; le modifiche saranno visibili in questa lista entro pochi giorni. Per chiarimenti vedi il progetto antroponimi. La lista contiene solo le 510 persone che sono citate nell'enciclopedia e per le quali è stato implementato correttamente il template Bio. Pagina aggiornata al 6 ago 2025. |

Questa è una lista di persone presenti nell'enciclopedia che hanno il nome Alan, suddivise per attività principale.

## Altisti(1)
- Alan Paterson, altista britannico (n. 1928 - † 1999)

## Ammiragli(1)
- Alan Kirk, ammiraglio statunitense (Filadelfia, n. 1888 - Washington, † 1963)

## Arbitri di calcio(2)
- Alan Kelly, arbitro di calcio irlandese (Cork, n. 1975)
- Alan Mario Sant, arbitro di calcio maltese (n. 1980)

## Artisti(2)
- Alan Charlton, artista britannico (Sheffield, n. 1948)
- Alan John Pascuzzi, artista italiano (New York, n. 1969)

## Artisti marziali misti(1)
- Alan Jouban, artista marziale misto e modello statunitense (Lafayette, n. 1981)

## Astrologi(1)
- Alan Leo, astrologo e teosofo britannico (Westminster, n. 1860 - Bude, † 1917)

## Astronauti(3)
- Alan Bean, astronauta statunitense (Wheeler, n. 1932 - Houston, † 2018)
- Alan Poindexter, astronauta statunitense (Pasadena, n. 1961 - Pensacola, † 2012)
- Alan Shepard, astronauta e aviatore statunitense (Derry, n. 1923 - Pebble Beach, † 1998)

## Astronomi(3)
- Alan Fitzsimmons, astronomo britannico
- Alan C. Gilmore, astronomo neozelandese (Greymouth, n. 1944)
- Alan Hale, astronomo statunitense (Tachikawa, n. 1958)

## Atleti paralimpici(2)
- Alan Dufty, ex atleta paralimpico australiano (n. 1947)
- Alan Oliveira, atleta paralimpico brasiliano (Belém, n. 1992)

## Attivisti(1)
- Alan Henning, attivista britannico (Eccles, n. 1967 - Deserto siriano, † 2014)

## Attori(43)
- Alan Arkin, attore e regista statunitense (New York, n. 1934 - Carlsbad, † 2023)
- Alan Badel, attore britannico (Manchester, n. 1923 - Chichester, † 1982)
- Alan Bates, attore britannico (Allestree, n. 1934 - Londra, † 2003)
- Alan Baxter, attore statunitense (East Cleveland, n. 1908 - Woodland Hills, † 1976)
- Alan Blumenfeld, attore statunitense (New York, n. 1952)
- A. J. Buckley, attore e doppiatore irlandese (Dublino, n. 1977)
- Alan Caillou, attore e sceneggiatore inglese (Surrey, n. 1914 - Sedona, † 2006)
- Alan Cappelli Goetz, attore italiano (Anversa, n. 1987)
- Alan Carney, attore statunitense (Brooklyn, n. 1909 - Van Nuys, † 1973)
- Alan Chávez, attore messicano (Tampico, n. 1990 - Città del Messico, † 2009)
- Alan Cox, attore britannico (Westminster, n. 1970)
- Alan Cumming, attore e regista scozzese (Aberfeldy, n. 1965)
- Alan Curtis, attore statunitense (Chicago, n. 1909 - New York, † 1953)
- Alan Devlin, attore irlandese (Dublino, n. 1948 - Dalkey, † 2011)
- Alan Fudge, attore statunitense (Wichita, n. 1944 - Los Angeles, † 2011)
- Alan Hale Jr., attore statunitense (Los Angeles, n. 1921 - Los Angeles, † 1990)
- Alan Hale, attore e regista statunitense (Washington, n. 1892 - Hollywood, † 1950)
- Alan Harris, attore britannico (Enfield, n. 1938 - Inghilterra, † 2020)
- Alan Hewitt, attore, produttore cinematografico e produttore televisivo statunitense (New York, n. 1915 - New York, † 1986)
- Alan Howard, attore inglese (Londra, n. 1937 - Londra, † 2015)
- Alan Kim, attore statunitense (Chicago, n. 2012)
- Alan King, attore statunitense (New York, n. 1927 - New York, † 2004)
- Alan Ladd, attore statunitense (Hot Springs, n. 1913 - Palm Springs, † 1964)
- Alan Marshal, attore australiano (Sydney, n. 1909 - Chicago, † 1961)
- Alan Mowbray, attore britannico (Londra, n. 1896 - Hollywood, † 1969)
- Alan Muraoka, attore e regista statunitense (Los Angeles, n. 1962)
- Alan Napier, attore inglese (Kings Norton, n. 1903 - Santa Monica, † 1988)
- Alan North, attore statunitense (New York, n. 1920 - Port Jefferson, † 2000)
- Alan Rachins, attore statunitense (Cambridge, n. 1942 - Los Angeles, † 2024)
- Alan Reed, attore e doppiatore statunitense (New York, n. 1907 - Los Angeles, † 1977)
- Alan Rickman, attore britannico (Londra, n. 1946 - Londra, † 2016)
- Alan Roscoe, attore statunitense (Nashville, n. 1886 - Los Angeles, † 1933)
- Alan Rosenberg, attore statunitense (Passaic, n. 1950)
- Alan Ruck, attore statunitense (Cleveland, n. 1956)
- Alan Scarfe, attore e scrittore canadese (Harpenden, n. 1946 - Longueil, † 2024)
- Alan Thicke, attore, conduttore televisivo e cantautore canadese (Kirkland Lake, n. 1947 - Burbank, † 2016)
- Alan Tilvern, attore britannico (Londra, n. 1918 - Londra, † 2003)
- Alan Tudyk, attore e doppiatore statunitense (El Paso, n. 1971)
- Alan Vint, attore statunitense (Tulsa, n. 1944 - Sherman Oaks, † 2006)
- Alan Webb, attore inglese (York, n. 1906 - Sussex, † 1982)
- Alan Wilder, attore statunitense (Chicago, n. 1953)
- Alan Young, attore, doppiatore e sceneggiatore britannico (North Shields, n. 1919 - Los Angeles, † 2016)
- Alan van Sprang, attore canadese (Calgary, n. 1971)

## Autori di giochi(1)
- Alan R. Moon, autore di giochi britannico (Southampton, n. 1951)

## Aviatori(2)
- Alan Jerrard, aviatore britannico (Lewisham, n. 1897 - Lyme Regis, † 1968)
- Alan Rice-Oxley, aviatore inglese (Kings Langley, n. 1896 - Loders, † 1961)

## Avvocati(2)
- Alan Dershowitz, avvocato, giurista e opinionista statunitense (New York, n. 1938)
- Alan Mansfield, avvocato australiano (Brisbane, n. 1902 - † 1980)

## Banchieri(1)
- Alan Yarrow, banchiere e politico britannico (Johor Bahru, n. 1951)

## Baritoni(2)
- Alan Opie, baritono inglese (Redruth, n. 1945)
- Alan Titus, baritono statunitense (New York, n. 1945)

## Bassisti(3)
- Alan Davey, bassista inglese (Ipswich, n. 1963)
- Alan Spenner, bassista britannico (Hackney, n. 1948 - Londra, † 1991)
- Alan Taylor, bassista e produttore discografico inglese (Halifax, n. 1947 - Bologna, † 2011)

## Batteristi(4)
- Alan Moore, batterista britannico (Birmingham, n. 1947)
- Alan White, batterista britannico (Chester-le-Street, n. 1949 - Seattle, † 2022)
- Alan White, batterista inglese (Lewisham, n. 1972)
- Alan Wren, batterista inglese (Manchester, n. 1964)

## Bobbisti(1)
- Alan Washbond, bobbista statunitense (Keene Valley, n. 1899 - Plattsburgh, † 1965)

## Canoisti(1)
- Alan Thompson, ex canoista neozelandese (Gisborne, n. 1959)

## Canottieri(2)
- Alan Bailey, canottiere canadese (York, n. 1881 - L'Avana, † 1961)
- Alan Campbell, canottiere britannico (Coleraine, n. 1983)

## Cantanti(10)
- Alan Dawa Dolma, cantante cinese (Prefettura autonoma tibetana di Garzê, n. 1987)
- Matrang, cantante e rapper russo (Vladikavkaz, n. 1995)
- Alan Doyle, cantante e attore canadese (Petty Harbour, n. 1969)
- Alan Farrington, cantante, bassista e chitarrista britannico (Inghilterra, n. 1951)
- Alan Ke You Lun, cantante e attore taiwanese (Taiwan, n. 1981)
- Alan Lancaster, cantante e bassista inglese (Peckham, n. 1949 - Sydney, † 2021)
- Alan Paul, cantante, compositore e arrangiatore statunitense (Newark, n. 1949)
- Alan Powell, cantante e attore statunitense (Tennessee, n. 1985)
- Alan Robert, cantante, bassista e fumettista statunitense (Brooklyn, n. 1962)
- Alan Vega, cantante statunitense (Brooklyn, n. 1938 - New York, † 2016)

## Cantautori(4)
- Alan Jackson, cantautore statunitense (Newnan, n. 1958)
- Alan Sorrenti, cantautore italiano (Napoli, n. 1950)
- Alan Stivell, cantautore e arpista francese (Riom, n. 1944)
- Alan Wurzburger, cantautore italiano (Napoli, n. 1955 - Napoli, † 2023)

## Cestisti(15)
- Alan Anderson, ex cestista statunitense (Minneapolis, n. 1982)
- Alan Gregov, ex cestista croato (Zara, n. 1970)
- Al Hairston, ex cestista e allenatore di pallacanestro statunitense (Beckley, n. 1945)
- Alan Hardy, ex cestista statunitense (Detroit, n. 1957)
- Alan Henderson, ex cestista statunitense (Indianapolis, n. 1972)
- Alan Herndon, cestista statunitense (Colorado Springs, n. 1994)
- Alan Kristmanson, ex cestista canadese (Vancouver, n. 1961)
- Alan Makiev, cestista russo (Ardon, n. 1991)
- Alan Sawyer, cestista e allenatore di pallacanestro statunitense (Long Beach, n. 1928 - Sequim, † 2012)
- Alan Seiden, cestista statunitense (New York, n. 1937 - New York, † 2008)
- Al Smith, cestista statunitense (Peoria, n. 1947 - Palmer Ranch, † 2022)
- Alan Taylor, ex cestista statunitense (Encino, n. 1958)
- Alan Tomidy, ex cestista statunitense (New York, n. 1974)
- Alan Voskuil, ex cestista statunitense (Mobile, n. 1986)
- Alan Williams, cestista statunitense (Phoenix, n. 1993)

## Chimici(2)
- Alan R. Katritzky, chimico britannico (Londra, n. 1928 - † 2014)
- Alan G. MacDiarmid, chimico neozelandese (Distretto di Masterton, n. 1927 - Filadelfia, † 2007)

## Chitarristi(3)
- Al Jardine, chitarrista e cantante statunitense (Lima, n. 1942)
- Alan Morse, chitarrista statunitense (Los Angeles, n. 1958)
- Alan Wilson, chitarrista, cantante e armonicista statunitense (Boston, n. 1943 - Topanga, † 1970)

## Ciclisti su strada(6)
- Alan Banaszek, ciclista su strada e pistard polacco (Varsavia, n. 1997)
- Alan Jousseaume, ciclista su strada francese (Vannes, n. 1998)
- Alan Marangoni, ex ciclista su strada e pistard italiano (Lugo, n. 1984)
- Alan Pérez, ex ciclista su strada spagnolo (Yerri, n. 1982)
- Alan Riou, ciclista su strada francese (Lannion, n. 1997)
- Alan Van Heerden, ciclista su strada e pistard sudafricano (Johannesburg, n. 1953 - Johannesburg, † 2009)

## Clavicembalisti(1)
- Alan Curtis, clavicembalista, musicologo e direttore d'orchestra statunitense (Mason, n. 1934 - Firenze, † 2015)

## Compositori(5)
- Alan Fletcher, compositore e direttore artistico statunitense (Riverside, n. 1956)
- Alan Hawkshaw, compositore e tastierista britannico (Leeds, n. 1937 - † 2021)
- Alan Menken, compositore, pianista e direttore d'orchestra statunitense (New Rochelle, n. 1949)
- Alan Silvestri, compositore e direttore d'orchestra statunitense (New York, n. 1950)
- Alan Wilder, compositore, arrangiatore e produttore discografico britannico (Londra, n. 1959)

## Conduttori radiofonici(2)
- Alan Caligiuri, conduttore radiofonico e autore televisivo italiano (Giussano, n. 1981)
- Alan Jones, conduttore radiofonico, allenatore di rugby a 13 e allenatore di rugby a 15 australiano (Oakey, n. 1943)

## Conduttori televisivi(1)
- Alan Carr, conduttore televisivo, conduttore radiofonico e comico britannico (Weymouth, n. 1976)

## Coreografi(1)
- Alan Johnson, coreografo e regista statunitense (Ridley Park, n. 1937 - Los Angeles, † 2018)

## Critici teatrali(1)
- Alan M. Kriegsman, critico teatrale statunitense (New York, n. 1928 - Chevy Chase, † 2012)

## Designer(1)
- Alan Fletcher, designer inglese (Nairobi, n. 1931 - Londra, † 2006)

## Diplomatici(1)
- Alan Johnstone, diplomatico inglese (n. 1858 - † 1932)

## Direttori d'orchestra(2)
- Alan Gilbert, direttore d'orchestra statunitense (New York, n. 1967)
- Alan Pierson, direttore d'orchestra statunitense (Chicago, n. 1974)

## Direttori della fotografia(1)
- Alan Hume, direttore della fotografia britannico (Londra, n. 1924 - Chalfont St. Giles, † 2010)

## Dirigenti d'azienda(4)
- Alan G. Lafley, dirigente d'azienda statunitense (Keene, n. 1947)
- Alan Mulally, manager, ingegnere e imprenditore statunitense (Oakland, n. 1945)
- Alan Niven, manager, compositore e produttore discografico neozelandese
- Alan Yentob, manager e conduttore televisivo britannico (Stepney, n. 1947 - † 2025)

## Dirigenti sportivi(3)
- Alan Curtis, dirigente sportivo, ex calciatore e allenatore di calcio gallese (Pentre, n. 1954)
- Alan Harper, dirigente sportivo e ex calciatore inglese (Liverpool, n. 1960)
- Alan Pardew, dirigente sportivo, allenatore di calcio e ex calciatore inglese (Wimbledon, n. 1961)

## Disc jockey(1)
- Alan Walker, disc jockey e produttore discografico norvegese (Northampton, n. 1997)

## Doppiatori(1)
- Alan Oppenheimer, doppiatore e attore statunitense (New York, n. 1930)

## Drammaturghi(2)
- Alan Ayckbourn, drammaturgo britannico (Londra, n. 1939)
- Alan Ball, drammaturgo, sceneggiatore e regista statunitense (Atlanta, n. 1957)

## Economisti(2)
- Alan Blinder, economista e politico statunitense (Brooklyn, n. 1945)
- Alan Greenspan, economista statunitense (New York, n. 1926)

## Egittologi(1)
- Alan Gardiner, egittologo britannico (Eltham, n. 1879 - Oxford, † 1963)

## Etnomusicologi(2)
- Alan Lomax, etnomusicologo, antropologo e produttore discografico statunitense (Austin, n. 1915 - Safety Harbor, † 2002)
- Alan P. Merriam, etnomusicologo statunitense (Missoula, n. 1923 - Varsavia, † 1980)

## Filosofi(1)
- Alan Watts, filosofo e oratore britannico (Chislehurst, n. 1915 - Mount Tamalpais, † 1973)

## Fisici(4)
- Alan Guth, fisico e cosmologo statunitense (New Brunswick, n. 1947)
- Alan Jay Heeger, fisico statunitense (Sioux City, n. 1936)
- Alan Sokal, fisico statunitense (Boston, n. 1955)
- Alan Walsh, fisico e chimico britannico (Hoddlesden, n. 1916 - Melbourne, † 1998)

## Fisiologi(1)
- Alan Lloyd Hodgkin, fisiologo inglese (Banbury, n. 1914 - Cambridge, † 1998)

## Fumettisti(4)
- Alan Davis, fumettista britannico (Corby, n. 1956)
- Alan Grant, fumettista britannico (Bristol, n. 1949 - † 2022)
- Alan Martin, fumettista britannico (Worthing, n. 1966)
- Alan Moore, fumettista e scrittore britannico (Northampton, n. 1953)

## Generali(2)
- Alan Brooke, generale britannico (Bagnères-de-Bigorre, n. 1883 - Hartley Wintney, † 1963)
- Alan Cunningham, generale britannico (Dublino, n. 1887 - Royal Tunbridge Wells, † 1983)

## Giocatori di baseball(2)
- Alan Gallagher, giocatore di baseball statunitense (San Francisco, n. 1945 - Fresno, † 2018)
- Alan Trammell, ex giocatore di baseball e allenatore di baseball statunitense (Garden Grove, n. 1958)

## Giocatori di calcio a 5(3)
- Alan Aguilar, giocatore di calcio a 5 guatemalteco (n. 1989)
- Alan Brandi, giocatore di calcio a 5 argentino (Las Palmas, n. 1987)
- Alan Rojas, giocatore di calcio a 5 paraguaiano (n. 1998)

## Giocatori di football americano(6)
- Alan Ball, giocatore di football americano statunitense (Detroit, n. 1985)
- Alan Branch, ex giocatore di football americano statunitense (Rio Rancho, n. 1984)
- Alan Faneca, ex giocatore di football americano statunitense (New Orleans, n. 1976)
- Hendon Hooker, giocatore di football americano statunitense (Greensboro, n. 2002)
- Alan Risher, ex giocatore di football americano statunitense (New Orleans, n. 1961)
- Alan Steinohrt, giocatore di football americano australiano (n. 1995)

## Giocatori di snooker(1)
- Alan McManus, giocatore di snooker scozzese (Glasgow, n. 1971)

## Giornalisti(6)
- Alan Cranston, giornalista e politico statunitense (Palo Alto, n. 1914 - Palo Alto, † 2000)
- Alan Friedman, giornalista, conduttore televisivo e scrittore statunitense (New York, n. 1956)
- Alan Furst, giornalista e scrittore statunitense (New York, n. 1941)
- Alan Gasperoni, giornalista e dirigente sportivo sammarinese (Borgo Maggiore, n. 1984)
- Alan Johnston, giornalista britannico (Lindi, n. 1962)
- Al McIntosh, giornalista statunitense (n. 1905 - † 1979)

## Hockeisti su pista(1)
- Alan Karam, hockeista su pista e allenatore di hockey su pista brasiliano (San Paolo, n. 1973)

## Hockeisti su prato(1)
- Alan Chesney, ex hockeista su prato neozelandese (Christchurch, n. 1949)

## Illustratori(2)
- Alan Aldridge, illustratore britannico (Londra, n. 1938 - † 2017)
- Alan Lee, illustratore e pittore inglese (Middlesex, n. 1947)

## Imprenditori(1)
- Alan F. Horn, imprenditore statunitense (New York, n. 1943)

## Informatici(6)
- Alan Cooper, informatico e progettista statunitense (San Francisco, n. 1952)
- Alan Cox, informatico e hacker britannico (Solihull, n. 1968)
- Alan Eustace, informatico statunitense (Orlando, n. 1956)
- Alan Kay, informatico statunitense (Springfield, n. 1940)
- Alan Perlis, informatico statunitense (Pittsburgh, n. 1922 - New Haven, † 1990)
- Alan Shugart, informatico e imprenditore statunitense (Los Angeles, n. 1930 - San Jose, † 2006)

## Ingegneri(2)
- Alan Arnold Griffith, ingegnere britannico (n. 1893 - † 1963)
- Alan Arthur Wells, ingegnere britannico (Goff's Oak, n. 1924 - † 2005)

## Insegnanti(1)
- Alan Oppenheim, docente statunitense (New York City, n. 1937)

## Ittiologi(1)
- Alan Riverstone McCulloch, ittiologo australiano (Sydney, n. 1885 - Honolulu, † 1925)

## Judoka(1)
- Alan Chubecov, judoka russo (n. 1993)

## Lottatori(1)
- Alan Chugaev, lottatore russo (Vladikavkaz, n. 1989)

## Magistrati(1)
- Alan Page, magistrato e ex giocatore di football americano statunitense (Canton, n. 1945)

## Matematici(2)
- Alan Baker, matematico inglese (Londra, n. 1939 - Cambridge, † 2018)
- Alan Turing, matematico, logico e crittografo britannico (Londra, n. 1912 - Wilmslow, † 1954)

## Militari(4)
- Alan Boxer, ufficiale neozelandese (Hastings, n. 1916 - † 1998)
- Alan Lascelles, ufficiale inglese (Sutton Waldron, n. 1887 - Londra, † 1981)
- Alan McGregor Peart, ufficiale e aviatore neozelandese (Nelson, n. 1922 - Hamilton, † 2018)
- Alan Percy, VIII duca di Northumberland, ufficiale britannico (Londra, n. 1880 - Londra, † 1930)

## Modelli(1)
- Alan Ritchson, modello, attore e cantante statunitense (Grand Forks, n. 1982)

## Montatori(1)
- Alan Baumgarten, montatore statunitense (Los Angeles, n. 1957)

## Musicisti(3)
- Alan Parsons, musicista, produttore discografico e cantante britannico (Londra, n. 1948)
- Alan Pasqua, musicista, compositore e insegnante statunitense (New Jersey, n. 1952)
- Alan Price, musicista inglese (Fatfield, n. 1942)

## Musicologi(1)
- Alan Tyson, musicologo britannico (n. 1926 - † 2000)

## Navigatori(1)
- Alan Villiers, navigatore, scrittore e fotografo australiano (Melbourne, n. 1903 - Oxford, † 1982)

## Nobili(5)
- Alan Brooke, III visconte Brookeborough, nobile, politico e militare britannico (n. 1952)
- Alan Cathcart, III conte Cathcart, nobile e ufficiale scozzese (Hythe, n. 1828 - † 1905)
- Alan Durward, nobile e politico scozzese
- Alan di Galloway, nobile e militare britannico (n. 1199 - † 1234)
- Alan Spencer-Churchill, nobile e imprenditore inglese (Garboldisham, n. 1825 - Londra, † 1873)

## Nuotatori(3)
- Alan Cabello, nuotatore spagnolo (n. 1988)
- Alan Ford, nuotatore statunitense (Panama, n. 1923 - Sarasota, † 2008)
- Alan McClatchey, ex nuotatore britannico (n. 1956)

## Orientalisti(1)
- Alan Ralph Millard, orientalista britannico (Harrow, n. 1937 - Leamington Spa, † 2024)

## Ostacolisti(1)
- Alan Pascoe, ex ostacolista britannico (Portsmouth, n. 1947)

## Pallanuotisti(1)
- Alan Mouchawar, ex pallanuotista statunitense (Los Angeles, n. 1960)

## Pallavolisti(1)
- Alan de Souza, pallavolista brasiliano (Rio de Janeiro, n. 1994)

## Parolieri(2)
- Alan Bergman, paroliere statunitense (Brooklyn, n. 1925 - Los Angeles, † 2025)
- Alan Jay Lerner, paroliere e sceneggiatore statunitense (New York, n. 1918 - New York, † 1986)

## Piloti automobilistici(7)
- Alan Brown, pilota automobilistico britannico (Malton, n. 1919 - Guildford, † 2004)
- Alan Jones, ex pilota automobilistico australiano (Melbourne, n. 1946)
- Alan Kulwicki, pilota automobilistico statunitense (Greenfield, n. 1955 - Blountville, † 1993)
- Alan van der Merwe, pilota automobilistico sudafricano (Johannesburg, n. 1980)
- Alan Rees, pilota automobilistico britannico (Langstone, n. 1938 - Ascot, † 2024)
- Alan Rollinson, pilota automobilistico britannico (Walsall, n. 1943 - Kidderminster, † 2019)
- Alan Stacey, pilota automobilistico britannico (Broomfield, n. 1933 - Stavelot, † 1960)

## Piloti motociclistici(3)
- Alan North, pilota motociclistico sudafricano (Durban, n. 1953)
- Alan Shepherd, pilota motociclistico britannico (Appleby-in-Westmorland, n. 1935 - † 2007)
- Alan Techer, pilota motociclistico francese (Cannes, n. 1994)

## Pistard(3)
- Alan Bannister, pistard britannico (Manchester, n. 1922 - Manchester, † 2007)
- Alan Jackson, pistard britannico (Stockport, n. 1933 - Hornchurch, † 1974)
- Alan Newton, pistard britannico (Stockport, n. 1931 - † 2023)

## Poeti(2)
- Alan Dugan, poeta statunitense (Brooklyn, n. 1923 - Hyannis, † 2003)
- Alan Seeger, poeta e militare statunitense (New York, n. 1888 - Belloy-en-Santerre, † 1916)

## Politici(16)
- Wayne Allard, politico statunitense (Fort Collins, n. 1943)
- Alan Peter Cayetano, politico filippino (Taguig, n. 1970)
- Alan J. Dixon, politico statunitense (Belleville, n. 1927 - Fairview Heights, † 2014)
- Alan Fabbri, politico italiano (Bondeno, n. 1979)
- Alan Ferrari, politico italiano (Pavia, n. 1975)
- Al Franken, politico, attore e umorista statunitense (New York, n. 1951)
- Alan Gagloev, politico georgiano (Tskhinvali, n. 1981)
- Alan García Pérez, politico peruviano (Lima, n. 1949 - Lima, † 2019)
- Alan Grayson, politico statunitense (New York, n. 1958)
- Alan Johnson, politico britannico (Paddington, n. 1950)
- Alan Lowenthal, politico statunitense (New York, n. 1941)
- Alan Mollohan, politico statunitense (Fairmont, n. 1943)
- Alan K. Simpson, politico statunitense (Denver, n. 1931 - Cody, † 2025)
- Alan Stewart, X conte di Galloway, politico scozzese (n. 1835 - † 1901)
- Alan Wheat, politico statunitense (San Antonio, n. 1951)
- Alan Woods, politico e saggista britannico (Swansea, n. 1944)

## Produttori cinematografici(2)
- Alan Ladd Jr., produttore cinematografico statunitense (Los Angeles, n. 1937 - Los Angeles, † 2022)
- Bud Yorkin, produttore cinematografico, produttore televisivo e regista statunitense (Washington, n. 1926 - Bel Air, † 2015)

## Produttori discografici(4)
- Alan Douglas, produttore discografico statunitense (Boston, n. 1931 - Parigi, † 2014)
- Alan McGee, produttore discografico e musicista scozzese (Glasgow, n. 1960)
- Alan Moulder, produttore discografico britannico (Boston, n. 1959)
- Alan Winstanley, produttore discografico britannico (n. 1952)

## Psicologi(1)
- Alan Baddeley, psicologo britannico (Leeds, n. 1934)

## Pugili(2)
- Alan Minter, pugile britannico (Penge, n. 1951 - Guildford, † 2020)
- Alan Rudkin, pugile britannico (St Asaph, n. 1941 - Liverpool, † 2010)

## Rapper(1)
- Dharius, rapper messicano (Monterrey, n. 1984)

## Registi(15)
- Corey Allen, regista, attore e scrittore statunitense (Cleveland, n. 1934 - Los Angeles, † 2010)
- Alan Bridges, regista inglese (Liverpool, n. 1927 - † 2013)
- Alan Clarke, regista britannico (Wallasey, n. 1935 - Londra, † 1990)
- Alan Crosland Jr., regista e montatore statunitense (New York, n. 1918 - Palm Desert, † 2001)
- Alan Crosland, regista statunitense (New York, n. 1894 - Hollywood, † 1936)
- Paul Dickson, regista e sceneggiatore britannico (Cardiff, n. 1920 - Slough, † 2011)
- Alan Gilsenan, regista e sceneggiatore irlandese (n. 1962)
- Alan James, regista e sceneggiatore statunitense (Port Townsend, n. 1890 - Hollywood, † 1952)
- Alan Melikdžanjan, regista e youtuber lettone (Riga, n. 1980)
- Alan J. Pakula, regista, sceneggiatore e produttore cinematografico statunitense (New York, n. 1928 - Melville, † 1998)
- Alan Parker, regista, sceneggiatore e produttore cinematografico britannico (Londra, n. 1944 - Londra, † 2020)
- Alan Rudolph, regista e sceneggiatore statunitense (Los Angeles, n. 1943)
- Alan Schneider, regista statunitense (Charkiv, n. 1917 - Londra, † 1984)
- Alan Shapiro, regista e sceneggiatore statunitense (n. 1957)
- Alan Taylor, regista statunitense (New York, n. 1959)

## Rugbisti a 13(1)
- Alan Tait, rugbista a 13, rugbista a 15 e allenatore di rugby a 15 britannico (Kelso, n. 1964)

## Rugbisti a 15(3)
- Alan Davies, ex rugbista a 15 e allenatore di rugby a 15 gallese (Ynysybwl, n. 1948)
- Alan Quinlan, ex rugbista a 15, giornalista e commentatore televisivo irlandese (Tipperary, n. 1974)
- Alan Whetton, ex rugbista a 15, allenatore di rugby a 15 e conduttore televisivo neozelandese (Auckland, n. 1959)

## Saggisti(1)
- Alan Noel Latimer Munby, saggista e scrittore inglese (Londra, n. 1913 - Londra, † 1974)

## Sassofonisti(1)
- Alan King, sassofonista, flautista e attore britannico (Coventry, n. 1940 - Bologna, † 2017)

## Scacchisti(1)
- Alan Pichot, scacchista argentino (Buenos Aires, n. 1998)

## Sceneggiatori(3)
- Alan Campbell, sceneggiatore statunitense (Richmond, n. 1904 - West Hollywood, † 1963)
- Alan McElroy, sceneggiatore, produttore cinematografico e regista statunitense (Cleveland, n. 1960)
- Alan Wenkus, sceneggiatore statunitense

## Sciatori alpini(5)
- Alan Engen, ex sciatore alpino statunitense (Salt Lake City, n. 1940)
- Alan Lauba, ex sciatore alpino statunitense
- Alan Miller, sciatore alpino statunitense (Ogden, n. 1940 - Ogden, † 2021)
- Alan Perathoner, ex sciatore alpino italiano (n. 1976)
- Alan Stewart, ex sciatore alpino britannico (Inverkeithing, n. 1955)

## Scrittori(25)
- Alan F. Alford, scrittore e egittologo britannico (n. 1961 - † 2011)
- Alan Bennett, scrittore, drammaturgo e sceneggiatore britannico (Leeds, n. 1934)
- Alan Bissett, scrittore e drammaturgo scozzese (Hallglen, n. 1975)
- Alan Bradley, scrittore canadese (Toronto, n. 1938)
- Alan Brennert, scrittore, produttore cinematografico e sceneggiatore statunitense (Englewood, n. 1954)
- Alan Burridge, scrittore britannico (Poole, n. 1951)
- Alan Campbell, scrittore scozzese (Falkirk, n. 1971)
- Alan Davidson, scrittore e diplomatico britannico (Derry, n. 1924 - Londra, † 2003)
- Alan Dean Foster, scrittore statunitense (New York, n. 1946)
- Alan Garner, scrittore inglese (Congleton, n. 1934)
- Alan Gibbons, scrittore inglese (Liverpool)
- Alan Glynn, scrittore irlandese (Dublino, n. 1960)
- Alan Hackney, scrittore e sceneggiatore britannico (Manchester, n. 1924 - Bovingdon, † 2009)
- Alan Hollinghurst, romanziere britannico (Stroud, n. 1954)
- Alan Isler, scrittore statunitense (Londra, n. 1934 - New York, † 2010)
- Alan Kent, scrittore britannico (Saint Austell, n. 1967 - † 2022)
- Alan Le May, scrittore e sceneggiatore statunitense (Indianapolis, n. 1899 - Hollywood, † 1964)
- Ross McWhirter, scrittore, attivista e conduttore televisivo inglese (Londra, n. 1925 - Londra, † 1975)
- A. A. Milne, scrittore britannico (Kilburn, n. 1882 - Hartfield, † 1956)
- Alan Paton, scrittore, politico e attivista sudafricano (Pietermaritzburg, n. 1903 - † 1988)
- Alan Pauls, scrittore e giornalista argentino (Buenos Aires, n. 1959)
- Alan Scholefield, scrittore sudafricano (Città del Capo, n. 1931 - † 2017)
- Alan Sillitoe, scrittore inglese (Nottingham, n. 1928 - Londra, † 2010)
- Alan Warner, scrittore scozzese (Oban, n. 1964)
- Alan Weisman, scrittore e giornalista statunitense (Minneapolis, n. 1947)

## Sollevatori(1)
- Alan Cagaev, ex sollevatore bulgaro (Vladikavkaz, n. 1977)

## Statistici(1)
- Alan Agresti, statistico statunitense (n. 1947)

## Storici(3)
- Alan Orr Anderson, storico scozzese (n. 1879 - † 1958)
- Alan Bray, storico e attivista britannico (Leeds, n. 1948 - Londra, † 2001)
- A. J. P. Taylor, storico e giornalista britannico (Birkdale, n. 1906 - Londra, † 1990)

## Tastieristi(2)
- Alan Clark, tastierista britannico (Great Lumley, n. 1952)
- Al Greenwood, tastierista statunitense (New York, n. 1951)

## Tennisti(2)
- Alan Mills, tennista e giudice di tennis britannico (Stretford, n. 1935 - Stretford, † 2024)
- Abe Segal, tennista sudafricano (Johannesburg, n. 1930 - Città del Capo, † 2016)

## Trombettisti(1)
- Alan Rubin, trombettista statunitense (New York, n. 1943 - New York, † 2011)

## Truffatori(1)
- Alan Conway, truffatore britannico (Londra, n. 1934 - † 1998)

## Tuffatori(1)
- Alan Greene, tuffatore statunitense (n. 1911 - † 2001)

## Velisti(1)
- Alan Warren, ex velista britannico (Praga, n. 1935)

## Velocisti(1)
- Alan Helffrich, velocista statunitense (New York, n. 1900 - Dunedin, † 1994)

## Vescovi cattolici(1)
- Alan Stephen Williams, vescovo cattolico britannico (Oldham, n. 1951)

## Wrestler(1)
- Ole Anderson, wrestler statunitense (Minneapolis, n. 1942 - Monroe, † 2024)

## Senza attività specificata(4)
- Alan fitz Walter, cavaliere medievale scozzese (n. 1140 - † 1204)
- Alan fitz Flaad, cavaliere medievale inglese († 1114)
- Alan Goa, mongola
- Alan la Zouche, cavaliere medievale e nobile britannico (n. 1205 - † 1270)